# Мария Хосе
„Мария Хосе“ (на испански: María José) е мексиканска теленовела от 1995 г., режисирана от Беатрис Шеридан и Антулио Хименес Понс и продуцирана от Хуан Осорио Ортис за Телевиса. Римейк е на теленовелата Bianca Vidal от 1982 г., създадена от Инес Родена.
В главните роли са Клаудия Рамирес и Артуро Пениче, а в отрицателната - Ана Патрисия Рохо.

## Сюжет
Мария Хосе е младо и красиво момиче, на което се налага да работи и в същото време да се справя с домакинската работа. Баща ѝ, Серафин, е много болен, а майка ѝ, Росарио, е починала отдавна. Карлос Алберто е син на Раул Алмасан и Пиедад, който е бил винаги глезено дете.
Мария Хосе и Карлос Алберто се запознават случайно, но по-късно двамата отново се срещат в Педагогическия факултет, където тя учи, а той преподава. Въпреки това, тяхното познанство става доста враждебно. По-късно, Мария Хосе има спречкване с Империя, приятелката на Карлос Алберто.
След поредица от събития, Карлос Алберто открива, че студентката, която е отхвърлял толкова пъти, е събудила в него специални чувства. Серафин признава на Мария Хосе, че не е истинският ѝ баща, междувременно, Раул Алмасан научава, че има дъщеря.
Мария Хосе и Карлос Алберто планират да се оженят, но на сватбения им ден, Раул и Серафин казват истината на момичето, че тя е дъщеря на Раул и сватбата е провалена. Империя се възползва от тази ситуация и се опитва да спечели отново Карлос Алберто, за да се омъжи за него.
По-късно, Раул научава, че Карлос Алберто не му е син, научавайки това, Карлос Алберто решава да си върне любовта на Мария Хосе, може би, съдбата иска да им даде втори шанс.

## Актьори
Част от актьорския състав:
- Клаудия Рамирес – Мария Хосе Рейес
- Артуро Пениче – Карлос Алберто Алмасан
- Ана Патрисия Рохо – Империя Кампусано де ла Крус
- Мария Виктория – Пачита
- Ернесто Гомес Крус – Серафин
- Саби Камалич – Пиедад де Алмасан
- Рохелио Гера – Раул Алмасан
- Беатрис Агире – Тереса
- Леонардо Даниел – Октавио Кампусано
- Ракел Морел – Наталия де ла Крус де Кампусано
- Летисия Пердигон – Естер
- Роберто Баястерос – Хоел
- Даниел Самора – Раул
- Оскар Морели – Мауро

## Премиера
Премиерата на Мария Хосе е на 13 февруари 1995 г. по Canal de las Estrellas. Последният 69. епизод е излъчен на 18 май 1995 г.

## Адаптации
- Мария Хосе е адаптация на мексиканската теленовела Bianca Vidal, продуцирана през 1983 г. от Валентин Пимстейн. С участието на Едит Гонсалес и Салвадор Пинеда.